# Cobitis bilineata
Cobitis bilineata és una espècie d'actinopterigi de la família dels cobítids. Viu a Itàlia, Eslovènia i Suïssa, i es troba amenaçat per la pèrdua del seu hàbitat natural.